# Visconde de Malanza
Visconde de Malanza é um título nobiliárquico criado por D. Carlos I de Portugal, por Decreto de data desconhecida, em favor de Jacinto Carneiro de Sousa de Almeida.
Titulares
1. Jacinto Carneiro de Sousa de Almeida, 1.º Visconde de Malanza.